# Ломан
Ломан (рум. Loman) — село у повіті Алба в Румунії. Входить до складу комуни Сесчорі.
Село розташоване на відстані 254 км на північний захід від Бухареста, 24 км на південь від Алба-Юлії, 102 км на південь від Клуж-Напоки.

## Населення
За даними перепису населення 2002 року у селі проживали 604 особи, усі — румуни. Усі жителі села рідною мовою назвали румунську.